# Aleurocanthus regis
Aleurocanthus regis là một loài côn trùng cánh nửa trong họ Aleyrodidae, phân họ Aleyrodinae.
Aleurocanthus regis được Mound miêu tả khoa học đầu tiên năm 1965.